# UMKカントリークラブ
UMKカントリークラブは、宮崎県宮崎市に所在するゴルフコースである。

## 概要
- 1991年（平成3年）7月1日開場[1]。
- 本コースは宮崎県で放送事業を展開している民間放送テレビジョン放送局のテレビ宮崎（UMK）が所有するゴルフコースであり、同社関連会社のテレビ宮崎ゴルフ株式会社が運営を担当している[1][2]。
- 本コースでは過去男子プロゴルフのジャパンゴルフツアー クォリファイングトーナメント（QT）を1999年から2003年まで開催し[2]、2007年の九州オープンゴルフ選手権競技決勝大会を開催している[3]。
- 2013年より本コースにおいて、テレビ宮崎が主催し、アクサ生命保険が特別協賛する日本女子プロゴルフ協会（JLPGA）公式ツアー競技大会である『アクサレディスゴルフトーナメント in MIYAZAKI』が毎年3月最終週に開催されている[4]。

## コースの特徴
海抜70mの光あふれる、清々しくなだらかな丘陵地に配された各ホールは、長短、広狭、そして打ち上げ、打ち下ろしとバラエティに富んだものとなっており、歴戦の勇士であるプロゴルファーたちも認める戦略性の高いコースといわれる。

## 交通アクセス
- 九州旅客鉄道日豊本線・宮崎駅より乗合自動車にて約20分[7]。